# Valuair
Valuair var ett lågprisflygbolag från Singapore med bara fyra flygplan, grundat 5 maj 2004 och uppköpt av Jetstar Asia Airways 24 juli 2005.